# Chúr

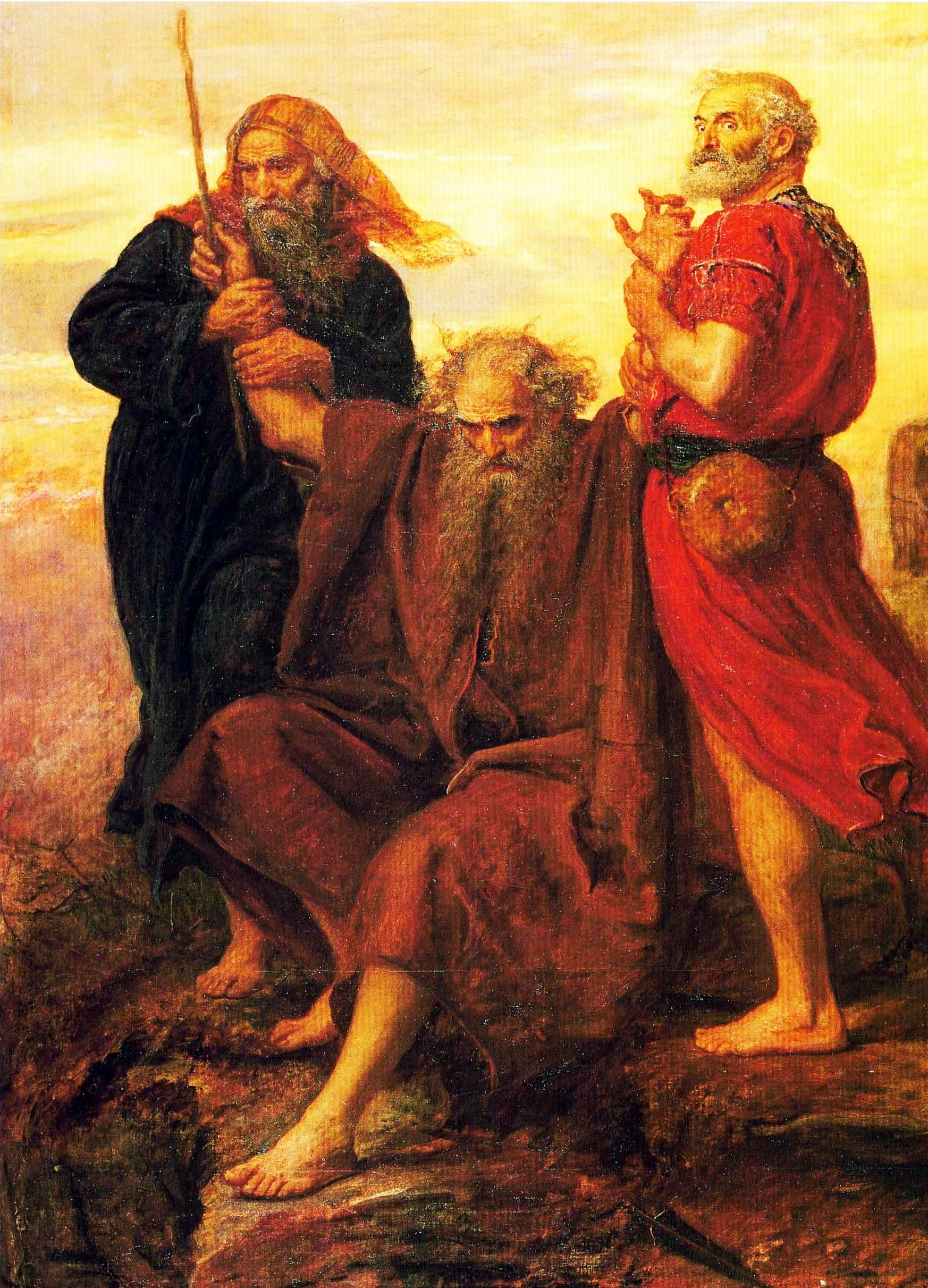
Chúr (vlevo) spolu s Árónem podporující Mojžíše během bitvy u Refídimu

Chúr (hebrejsky חוּר‎, Chur), též přepisováno jako Hur, je postava z bible – současník a věrný podporovatel Mojžíše. Chúr pocházel z pokolení Juda. Židovská tradice není jednotná v tom, zda se jednalo o manžela nebo syna Mojžíšovy sestry Mirjam, je však jednotná v tom, že byl ukamenován davem, kterému se snažil zabránit v uctívání zlatého telete.
Jméno Chúr se vykládá různě. Například Jan Heller dává přednost významu „Jáma“, a to přesto, že slovo, jež je v hebrejštině zapisováno týmž způsobem jako ono jméno, má tento význam: „bělostné sněhobílé plátno, sněhobílá lněná tkanina“.